# Blair Spittal
Blair Spittal (* 19. Dezember 1995 in Erskine) ist ein schottischer Fußballspieler, der bei Heart of Midlothian spielt.

## Karriere
Blair Spittal begann seine Fußballkarriere in seiner Geburtsstadt beim Erskine Boys Club, bevor er in jungen Jahren in die rund 15 km nordwestlich von Erskine gelegene Stadt Glasgow wechselte. Zunächst bei den Glasgow Rangers aktiv, war er später für den FC Queen’s Park am Ball. Bereits im Alter von 16 Jahren debütierte er im November 2012 für die erste Mannschaft der Spiders im Viertligaspiel gegen den FC Montrose. Bis zum Saisonende 2012/13 kam der als Mittelfeldspieler eingesetzte Spittal auf 16 Spiele und ein Tor in der Liga. In der darauf folgenden Spielzeit 2013/14 war er Stammspieler in der Mannschaft von Gardner Speirs, der im Dezember 2013 entlassen wurde, und dessen Nachfolger Gus MacPherson. Er absolvierte dabei sämtliche 36 Spieltage und zeigte sich dabei mit acht Treffern zudem recht treffsicher. Im Sommer 2014 wechselte der talentierte 18-Jährige zum schottischen Erstligisten Dundee United, bei dem er einen Dreijahresvertrag unterschrieb. Er debütierte für United am dritten Spieltag der Scottish Premiership 2014/15 bei einer 1:6-Auswärtsniederlage gegen Celtic Glasgow, als er für Gary Mackay-Steven eingewechselt wurde.
Im Juni 2017 wechselte er zu Partick Thistle.